# Danièle Kapel-Marcovici
 (juin 2020).
Danièle Kapel-Marcovici, née le 14 juillet 1946 à Pavillons-sous-Bois, en Seine-Saint-Denis, est une femme d'affaires et collectionneuse d'art contemporain française, présidente de l'entreprise d'emballage et de fourniture Raja et de la Fondation Raja.

## Origines
Danièle Kapel-Marcovici rejoint en 1962 « Les Cartons Raja », une petite entreprise de distribution de cartons créée par sa mère Rachel Marcovici et son associée Janine Rocher, en 1954. Elle débute en qualité de commerciale, activité qu'elle exerce pendant près de dix ans.
En 1976, elle développe le service de vente par correspondance (VPC) et lance l’édition d'un premier catalogue comprenant 365 produits. Danièle Kapel-Marcovici reprend la direction générale du groupe en 1982. 

## Femme d'affaires
En 1994, elle donne le coup d’envoi de l’internationalisation avec l'acquisition de Binpac en Belgique et de la société Aid Pack en Grande-Bretagne. La création et l’acquisition d'entreprises aux Pays-Bas (1997), en Grande-Bretagne (1998), Allemagne (1999), Espagne (2003), Autriche (2004), Italie (2006), République tchèque (2007), Suisse (2008), Norvège (2010), Pologne (2010), Danemark (2011) et Suède (2012) viennent renforcer le positionnement de l’entreprise en Europe.
En 1995, Danièle Kapel-Marcovici acquiert un site à Paris Nord II et en fait le centre de distribution pour la France et le siège européen du groupe. En 2001, Raja lance sa première plate-forme de commerce en ligne. Danièle Kapel-Marcovici et sa famille détiennent 100 % du capital de Raja.

## La Fondation Raja: Un engagement en faveur des femmes
En 2006, Danièle Kapel-Marcovici crée la Fondation Raja - Danièle Marcovici, sous l’égide de la Fondation de France.
Cette fondation a pour vocation de soutenir, en France et dans le monde, des projets associatifs, en faveur des femmes dans les domaines de la solidarité, de la formation, de l'éducation et de la santé.
Ses actions s'organisent autour de trois axes :
- Droits des femmes et lutte contre les violences : soutenir les femmes en difficulté dans leur lutte contre les injustices ou les violences dont elles sont victimes.
- Santé et action sociale : accompagner les femmes en difficulté dans leur combat contre la maladie ou les inégalités auxquelles elles doivent faire face.
- Formation et insertion professionnelle : aider les femmes en difficulté à accéder à l'emploi ou à améliorer leurs revenus.

Depuis sa création, la Fondation Raja a soutenu plus de 200 programmes à travers le monde.
Lancés en 2013, les Prix « Fondation RAJA Women’s Awards » récompensent, chaque année, des actions exceptionnelles qui ont été réalisées en faveur des femmes dans chacune des trois catégories suivantes :
- Éducation et Culture : récompenser des actions organisées en faveur de l’éducation des femmes de milieux défavorisés ainsi que des projets culturels en faveur de l’intégration sociale.

- Droit des femmes et lutte contre les violences : défendre les droits des femmes, partout où ils sont menacés, lutter contre les discriminations, dénoncer les atteintes à l’intégrité des femmes.

- Entrepreneuriat social et formation professionnelle : susciter l’émergence de  projets de formation afin de favoriser l’insertion socio-professionnelle, soutenir des projets qui permettront aux femmes de gagner leur autonomie financière en leur apprenant un métier.

## Une collection d'entreprise: Raja Art
Danièle Kapel-Marcovici, passionnée d’art contemporain, encourage les talents et soutient la création actuelle dans toute sa diversité par l’acquisition d’œuvres originales ayant comme point commun l’utilisation de matériaux d’emballage.
Aujourd’hui, la collection Raja compte plus d’une centaine d’œuvres, essentiellement des sculptures, peintures, gravures et collages et ne cesse de s’enrichir au fil des ans.
Installée dans les locaux du siège européen de l’entreprise, la collection fédère les collaborateurs autour de valeurs communes - créativité, imagination, modernité et leur permet un accès privilégié à l’art contemporain.
Le 25 janvier 2017, Raja Art a reçu le prix du mécénat culturel « Un projet, un mécène » dans la catégorie « Arts visuels » , remis par Audrey Azoulay, Ministre de la Culture et de la Communication.

## La Fondation Villa Datris
L’engagement de Danièle Kapel-Marcovici en faveur de la création artistique actuelle la conduit à créer en 2011 un fonds de dotation pour la sculpture contemporaine, la Fondation Villa Datris.
Installée à L'Isle-sur-la-Sorgue, dans le Vaucluse, la Fondation Villa Datris offre, avec sa vieille bâtisse provençale du XIXe siècle et son jardin, un large espace d’expression et d’exposition permanent, destiné à promouvoir les sculptures de jeunes talents émergents ou d’artistes reconnus internationalement.
En 2014, la Fondation ouvre une antenne parisienne, l'Espace Monte-Cristo, destiné à présenter les œuvres de la collection permanente, la Collection Fondation Villa Datris. Le lieu est aménagé dans le premier entrepôt historique de la société RAJA dans le 20e arrondissement de Paris, rue Monte-Cristo.
Danièle Kapel-Marcovici insiste sur la vocation de mécénat, d'ouverture à tous les publics, de promotion et de sensibilisation aux diverses formes d'expression des sculpteurs exposés.

## Distinctions et fortune
En avril 2013, Danièle Kapel-Marcovici remporte le Prix Spécial des ETI-PME 2012.
En juillet 2009, Danièle Kapel-Marcovici est nommée chevalier de la Légion d'honneur par le ministère de l'Économie, de l'Industrie et de l'Emploi.
Depuis 2009 le magazine Challenges distingue Danièle Kapel-Marcovici dans son classement des « 500 plus grandes fortunes de France ». La même année Le Journal du Net l'a classée dans son palmarès des « 20 femmes les plus riches de France ». En 2019, Challenges la classe 186e fortune française avec 500 M€.
En 2020, Challenges la classe 157e fortune et 10e femme la plus riche avec 550 millions d'euros.
En 2023, Danièle Kapel-Marcovici est nommée dans le classement des 40 femmes Forbes qui célèbre "40 femmes d’exception qui ont marqué l’année et qui ont fait rayonner la France à l’international" aux côtés de personnalités comme Catherine MacGregor, Barbara Lavernos, Carole Juge-Llewellyn ou Maud Sarda. 

### Décoration
- Chevalier de la Légion d'honneur
- Commandeur de l'ordre des Arts et des Lettres (2024)[11]

## Vie privée
Danièle Kapel-Marcovici a trois enfants.